# Sant Nazari de Rosselló
Sant Nazari de Rosselló (antigament Sant Nazari de Solsa -Solsà, segons alguns autors-, ['sannə'zaɾiδərusə'ʎu], estàndard ['sannə'zaɾiδərusə'ʎo] o, simplement, ['sannə'zaɾi], i en francès Saint-Nazaire) és un poble, cap del municipi del mateix nom, de 2.542 habitants el 2013, de la comarca del Rosselló. Està situat a l'est de Perpinyà, a la zona oriental del centre de la comarca. És part de la sotacomarca de la Plana del Rosselló.
El municipi conté una part de l'Estany de Sant Nazari/de Canet, tot i que la major part de l'estany pertany al terme municipal de Canet de Rosselló, alimentat per les aigües del Reart, riu que s'estén en el seu darrer tram al bell mig del terme de Sant Nazari de Rosselló. Sant Nazari és a la vora de ponent d'aquest estany, a l'entorn del qual hi ha una zona de maresmes. S'hi practica la pesca i la caça.

## Etimologia
El nom del poble procedeix de l'advocació de la seva parròquia, dedicada a sant Nazari. El nom antic, Solsa, o Solsà, segons alguns autors, prové, segons Joan Coromines, de l'adjectiu llatí salsus (salat). Segons el filòleg esmentat, podria derivar d'un intersulsus (entre indrets salats), palesant la seva situació en una zona de maresmes i salines.

## Geografia

### Localització i característiques generals del terme

Situació de la comuna de Sant Nazari de Rosselló a la seva comarca

El terme comunal de Sant Nazari de Rosselló, de 103.300 hectàrees d'extensió és 4 quilòmetres al sud de Canet de Rosselló i al costat de ponent de l'estany de Canet - Sant Nazari. Tot i que actualment l'únic nucli de població agrupat és el del poble d'aquest nom, antigament hi havia hagut el lloc de Sant Miquel de Forques, al nord del poble, prop del límit amb Canet de Rosselló, i un petit nucli de masos a l'entorn de la Capella de la Mare de Déu de l'Arca.
En època prehistòrica. el turó de Sant Nazari constituïa un illot a la línia de costa, que agafava tot l'actual estany de Sant Nazari, que restava obert al mar pel costat de llevant. De la mateixa manera, el riu Reart desembocava directament en el mar, en un lloc que ara queda a l'interior de l'estany. Hi ha l'antic delta, en un indret que pertany al terme de Canet malgrat estar aïllat de la resta del terme per l'estany i pel terme de Sant Nazari.
Termes municipals limítrofs:
| Cabestany | Canet de Rosselló |                   |
| Salelles  |                   | Canet de Rosselló |
| Tesà      | Alenyà            |                   |

### El poble de Sant Nazari
El nucli urbà primitiu de Sant Nazari, situat en un petit turó a 6 m alt entre el rec de drenatge de la Fossella, al nord, i el riu del Reart, al sud, era molt petit (carrers del Centre, de l'Església, Llarg, dels Llorers i de la Torreta), vertebrat a l'entorn de les restes de l'antic castell i de l'església parroquial de Sant Nazari, formant una cellera, com és habitual en molt pobles rossellonesos. El creixement del darrer terç del segle xx ha obert tot de vies noves: les avingudes de Cabestany, de Canet i d'Elna i els carrers d'Arístides Maillol, de la Casa de la Vila, de la Parra, de les Parragueres. del General Leclerc, del Mariscal Joffre, del Serrat de Madama
El creixement del poble en els darrers cinquanta anys ha produït un eixamplament del nucli urbà, sobretot en urbanitzacions de cases aïllades, amb jardí, com és habitual actualment a tot el Rosselló. El poble vell conté els antics barris de Per Baix, Per Munt o el Cim del Vilatge, el Pou de les Eres, Sant Nazari i l'Era o el Camp de l'Era. Al seu entorn s'han format en els darrers cinquanta anys les urbanitzacions de la Colomina, l'Oliu i el Serrat de Madama.

### LaMota de Vila Muntà(o de Sant Nazari)
Antic castell i possiblement poblat situat al nord-oest de Sant Nazari, prop del Mas de Rocabruna i del santuari de la Mare de Déu de l'Arca. Actualment del tot desaparegut.

### El territori comunal

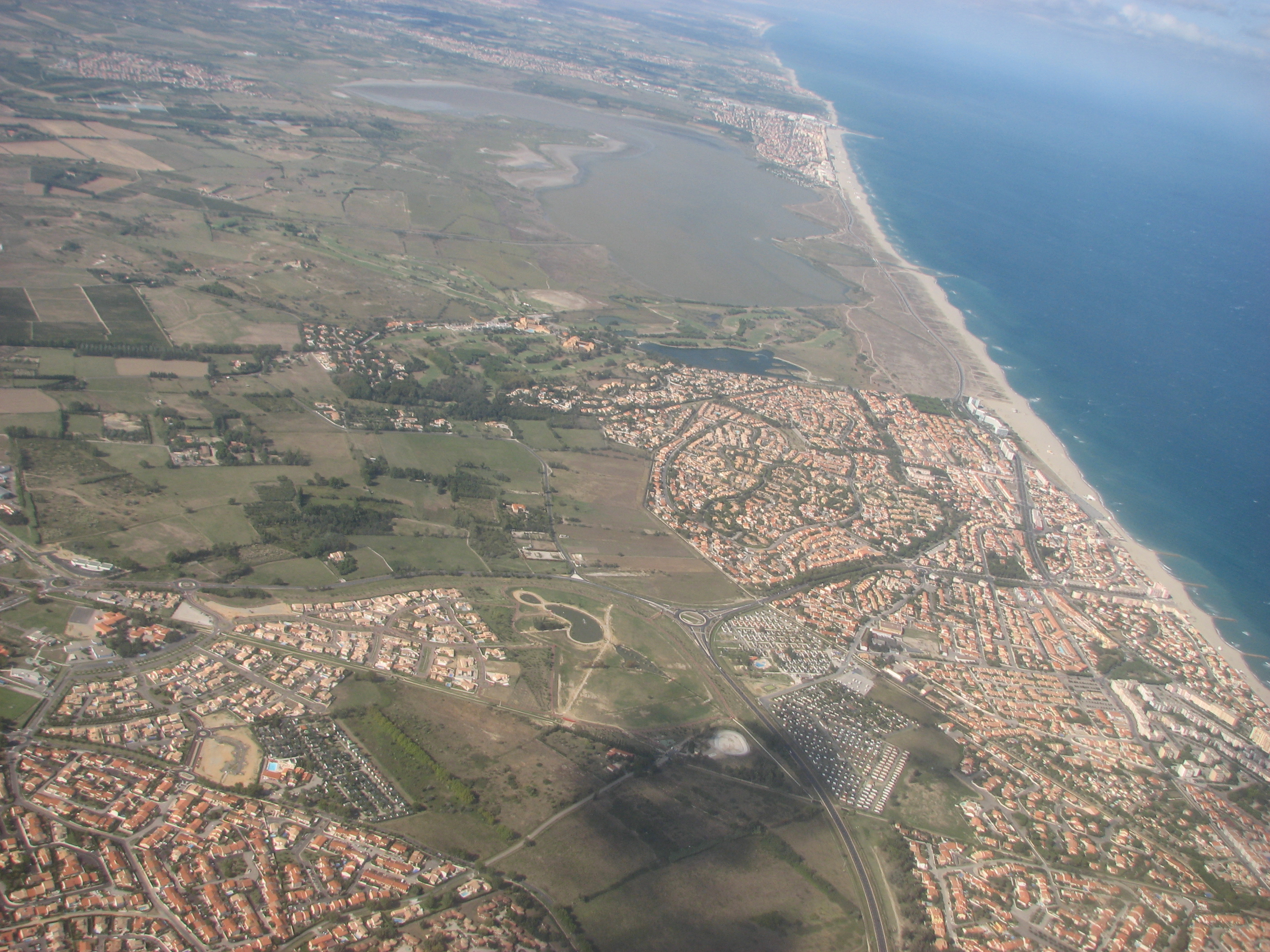
Sant Nazari, amb l'estany en segon terme

Un petit conjunt de masos, alguns ja absorbits pel contínuum urbà del poble, completen els habitatges de Sant Nazari: Casot, Casot de les Cinc, Casot del Pas de les Vinyes, Casot d'en Sicart, Casots (o Casots de les Closes), Mas Bazan (o Mas de la Matalassaire), Mas Camó, Mas Casesnoves, Mas de l'Arca, Mas de la Ripolla (o Mas Nou de la Ripolla, o Mas Duran), Mas de les Puntes (o de la Punta), Mas d'en Portal, Mas de Rocabruna, Mas d'Oriola (o de l'Oriola), Mas Vell de la Ripolla (o el Mas Vell), Xò l'Hulló (o Casot de l'Hulló), Xò'n Bancarel (o Casot d'en Bancarel) i la Casa Gran (o Casa d'en Durand).

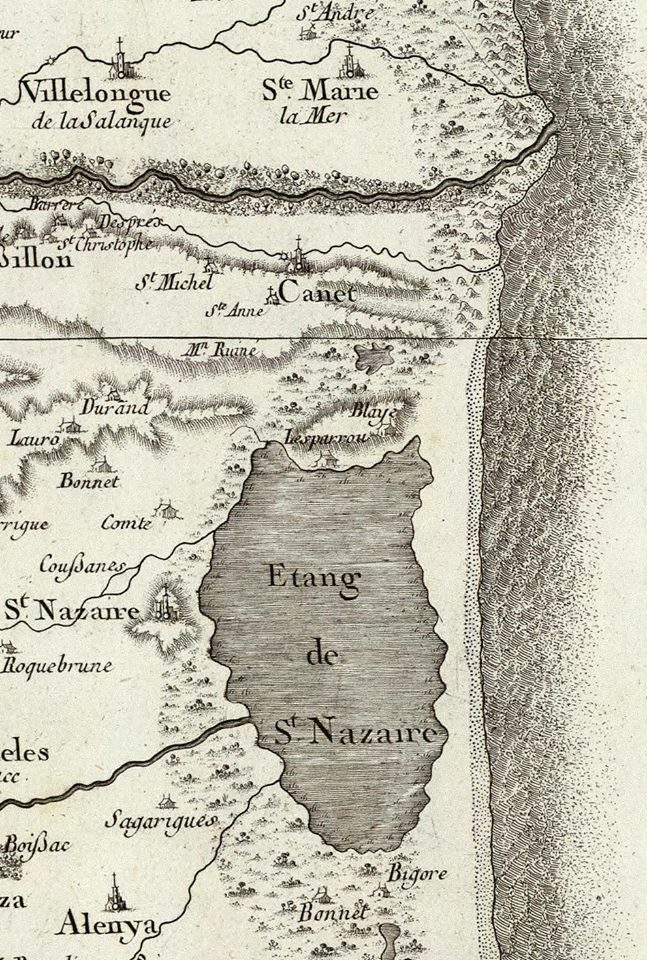
Sant Nazari i l'estany a la Carte Cassini del 1750

El terme és dividit en partides, totes reflectides en el cadastre, algunes de les quals coincideixen en nom amb les masies que hi ha a prop, o amb les urbanitzacions que s'hi han creat: el Bosc, Camí dels Arns, Camí dels Salzes, Camp de la Creu, Camp de la Travessa, Camp de les Disputes, Camp de les Pubilles, Camp de les Porgueres, Camp de les Vinyes, Camp de l'Hort, Camp del Piló, Camp del Poll, Camp del Roure, Camp dels Bucs, Camp dels Oms, Camp d'en Barbet, Camp d'en Barrera, Camp d'en Després, Camp d'en Galdric, Camp d'en Gaspar, Camp d'en Granger, Camp d'en Pallassa, Camp d'en Pau, Camp d'en Pitena, Camp d'en Prats, Camp de Salelles, el Camp Llarg, les Cinc, els Cirerers (abans, Camp dels Cirerers), la Clava, les Closes, Colomina de les Torres, la Colomina de les Vinyes, Colomina d'en Pou, les Colomines, les Comunes, el Cortalat, les Costes, les Encantades, el Farratjal, Farratjal de l'Era, les Feixes, la Figuera, la Fonteta, les Forques, la Fossella, Franc Alleu, Franc Alleu Petit, la Gallarda, la Gara, les Garrigues, el Gorg d'en Bou, el Gorg d'en Lli, el Gorg d'en Roger, els Herminis, l'Hort, els Hortets, els Joncars (o les Jonques), la Joncassa, la Joncassa Grossa, les Llongaines, Mas Bazan, Mas Camó, Mas de les Puntes, Mas de Rocabruna, Mas d'Oriola, la Milanta, la Mitjania, Montà, el Munt de la Terra (o Amunt de la Terra), les Nou, l'Om, les Parets, les Parets d'en Barbet, el Pas de les Vinyes, la Passa, el Picassó, el Piló, les Planes, Pont del Capon, Prat de la Llàntia, els Prats de l'Era, Prats d'en Duran (o Prats de Lazerme), les Pubilles, les Puntes (abans, la Punta), la Ribalta, la Ripolla, les Rotes, el Roure (abans, la Colomina del Roure), Ruta d'Alenyà, els Salobres, Sant Miquel de Forques, la Sanya (o els Sanills), Serrat de Madama (de Çagarriga), les Serres, la Socarrada, les Soldes, el Soler de Llops (o el Soler Llops), el Solsorot, el Tamarigar, les Taupinyeres, Terres d'en Massobre, el Terró Buixà, Trauc de les Guilles, Trenta Passos, els Tres Salzets, la Vinyassa (o les Vinyasses), les Vinyes, el Xanxo (abans, la Xanxo), Xò'n Barbet (abans, Colomina d'en Barbet), Xò'n Costa (abans, Camp de la Costa) i Xò'n Piques. Cal dir que molts d'aquests noms s'han recuperat de la memòria col·lectiva, ja que estaven ja mig perduts.

### Els cursos d'aigua
El terme de Sant Nazari toca en dos sectors l'Estany de Sant Nazari, tot i que entremig hi ha el tros de terme de l'antic delta del Reart que pertany al terme de Canet de Rosselló.
El principal curs d'aigua de Sant Nazari és el Reart, riu que a prop i al sud-est del poble es bifurca: el Reart Vell emprèn la direcció nord-est per tal d'abocar-se a l'Estany de Sant Nazari en el delta que va formar aquest riu, ja en terme de Canet de Rosselló, i el Reart Nou, que marxa cap a llevant i també entra en el terme de Canet de Rosselló abans d'abocar-se en aquest mateix estany.
A més, solquen el terme de Sant Nazari uns quants torrents, que prenen el nom de còrrec: el Còrrec, o Còrrec de les Comunes, Còrrec de Carlemany i Còrrec dels Planassos. La resta de cursos d'aigua existents són canals de drenatge, tan habituals en aquesta part de la Plana del Rosselló: Agulla de la Clava, Agulla dels Joncars, Canal dels Gorgs, o Canal de Salelles, la Fossella i la Fossella Vella.
Algunes fonts i alguns pous testimonien l'abundància de l'aigua a Sant Nazari: com la Font dels Catalans i la Pompa de la Plaça, tots dos al poble, i el Pou de les Eres, a ran del nucli urbà.
La poca alçada del territori fa que els diferents camins que recorren el terme de Salelles tinguin passos a gual d'aquests cursos d'aigua, com el Pas de l'Arca, el de la Socarrada, el del Còrrec de Carlemany, el del Còrrec dels Planassos, el de la Punta, el de la Ripolla, el de les Vinyes, o de l'Oriola i el Pas Nou.

## Comunicacions

### Carreteres
Creuen el terme de Sant Nazari dues carreteres departamentals: la D-11 (D-900, a Salses-D-40, a Elna) i la D-42 (Cabestany-Sant Nazari de Rosselló). La primera prové del nord, de Canet de Rosselló, i se'n va cap al sud, en direcció a Alenyà; la segona procedeix de l'oest, de Cabestany, i es troba amb la primera carretera esmentada al mig del poble de Sant Nazari. Sant Nazari dista 14 quilòmetres de Perpinyà i 5,5 de Cabestany, 4,5 de Canet de Rosselló i 4 d'Alenyà, pobles amb els quals té comunicació directa. No en té, en canvi, amb el veí poble de Salelles, amb el qual es comunica per carretera a través de Cabestany o d'Alenyà.

### Mitjans de transport públic
Sant Nazari compta amb la línia 32 de la Compagnie de transports Perpignan Méditerranée, que uneix Canet (a l'estiu, Canet Platja) amb Cabestany, passant per Sant Nazari.

### Camins
Essent el territori de Sant Nazari tan pla i d'ús agrícola, el terme està solcat de camins, com els que comunicaven el poble amb els veïns i altres llocs del Rosselló, entre els quals destaquen el Camí de Canet a Cabestany, el de Salelles a Alenyà, o Ruta de Salelles, el de Salelles a Canet, el de Vilallonga, també anomenat Camí del Mas d'en Sisquella o de Mas de Rei, el Camí Vell de Cabestany a Alenyà, la Ruta d'Alenyà, la de Cabestany i la de Canet, i la Travessa de Canet, o Travessa d'Alenyà. D'altres camins uneixen el nucli de Sanr Nazari amb els masos i altres indrets del terme: Camí de la Clava, de la Fossella, de la Socarrada, de les Planes, de les Puntes, del Mas Bazan, del Mas Blanc, del Mas de les Puntes, del Mas del Molí, del Pas Nou, dels Arns i dels Salzes. Esment a part mereix l'antiga via romana, la Via Domitia, anomenada popularment Camí de Carlemany.

## Activitats econòmiques

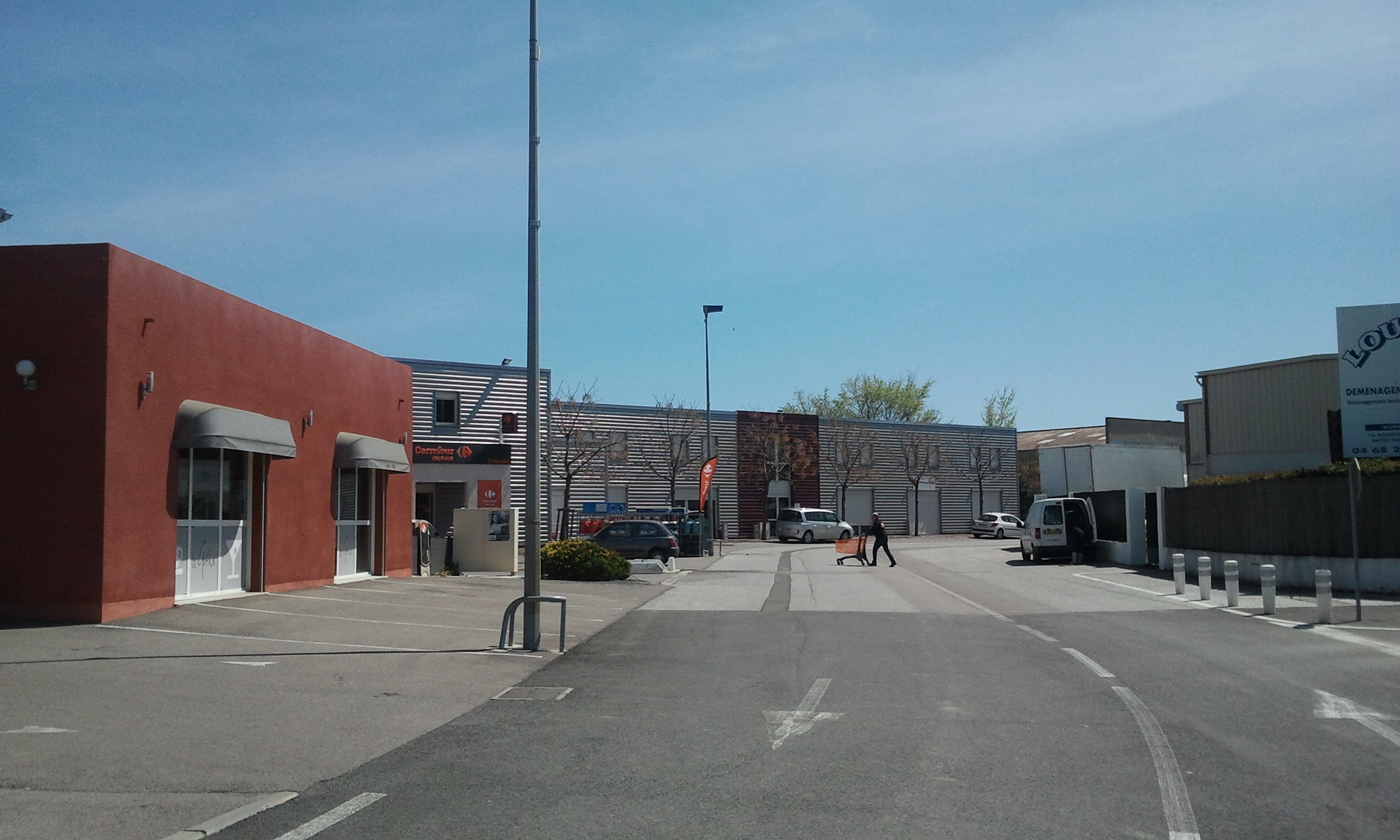
Entrada de la zona artesanal

La principal font de riquesa del municipi és l'agricultura, tot i que hi ha una certa activitat turística, sobretot a l'estiu. La vinya ocupa 584 ha (la meitat de l'extensió del terme comunal), en 218 d'elles es produeix un vi de qualitat superior, adscrit a la denominació del Rosselló dels Aspres; en 205 ha es fan vins d'aperitiu; en 160 ha, vi corrent de taula, i només hi ha 1 ha destinada al raïm de taula. Hi ha 142 ha d'arbres fruiters, 37 en associació amb vinya. 111 són d'albercoquers, 15 de presseguers, 11 de pomeres i 6 de pereres. També s'hi troben 28 ha d'hortalisses, 11 en associació amb fruiters, on es cullen apis, carxofes, escaroles, enciams i coliflors. Finalment, es dediquen 139 ha a pastures, que són la base de la ramaderia, en la qual destaquen més de 350 caps de bestiar oví.
La Cooperativa Vitícola de Sant Nazari, fundada als anys vint del segle xx, aglutina la major part dels productors. Té uns 20.000 litres de capacitat, i la vinificació es fa en cellers privats de masos importants del terme.
L'existència d'una zona artesanal dona fe de l'activitat d'aquest sector en el poble de Sant Nazari de Rosselló.

## Població

### Demografia antiga
La població està expressada en nombre de focs (f) o d'habitants (h).
| Evolució demogràfica de Sant Nazari de Rosselló entre 1358 i 1789 | Evolució demogràfica de Sant Nazari de Rosselló entre 1358 i 1789 | Evolució demogràfica de Sant Nazari de Rosselló entre 1358 i 1789 | Evolució demogràfica de Sant Nazari de Rosselló entre 1358 i 1789 | Evolució demogràfica de Sant Nazari de Rosselló entre 1358 i 1789 | Evolució demogràfica de Sant Nazari de Rosselló entre 1358 i 1789 | Evolució demogràfica de Sant Nazari de Rosselló entre 1358 i 1789 | Evolució demogràfica de Sant Nazari de Rosselló entre 1358 i 1789 | Evolució demogràfica de Sant Nazari de Rosselló entre 1358 i 1789 | Evolució demogràfica de Sant Nazari de Rosselló entre 1358 i 1789 | Evolució demogràfica de Sant Nazari de Rosselló entre 1358 i 1789 | Evolució demogràfica de Sant Nazari de Rosselló entre 1358 i 1789 | Evolució demogràfica de Sant Nazari de Rosselló entre 1358 i 1789 |
| 1358                                                              | 1424                                                              | 1470                                                              | 1515                                                              | 1553                                                              | 1643                                                              | 1709                                                              | 1720                                                              | 1730                                                              | 1767                                                              | 1774                                                              | 1789                                                              | 1790                                                              |
| ----------------------------------------------------------------- | ----------------------------------------------------------------- | ----------------------------------------------------------------- | ----------------------------------------------------------------- | ----------------------------------------------------------------- | ----------------------------------------------------------------- | ----------------------------------------------------------------- | ----------------------------------------------------------------- | ----------------------------------------------------------------- | ----------------------------------------------------------------- | ----------------------------------------------------------------- | ----------------------------------------------------------------- | ----------------------------------------------------------------- |
| 5 f                                                               | 5 f                                                               | 8 f                                                               | 13 f                                                              | 8 f                                                               | 7 f                                                               | 17 f                                                              | 20 f                                                              | 17 f                                                              | 105 h                                                             | 17 f                                                              | 25 f                                                              | 60 h                                                              |

Font: Pélissier 1986

### Demografia contemporània
| Evolució de la població |      |      |      |      |      |      |      |      |
| 1793                    | 1800 | 1806 | 1821 | 1831 | 1836 | 1841 | 1846 | 1851 |
| 127                     | 156  | 140  | 194  | 199  | 229  | 245  | 263  | 274  |

| 1856 | 1861 | 1866 | 1872 | 1876 | 1881 | 1886 | 1891 | 1896 |
| ---- | ---- | ---- | ---- | ---- | ---- | ---- | ---- | ---- |
| 246  | 220  | 271  | 285  | 362  | 427  | 450  | 480  | 498  |

| 1901 | 1906 | 1911 | 1921 | 1926 | 1931 | 1936 | 1946 | 1954 |
| ---- | ---- | ---- | ---- | ---- | ---- | ---- | ---- | ---- |
| 608  | 587  | 583  | 650  | 608  | 658  | 600  | 531  | 626  |

| 1962 | 1968 | 1975 | 1982 | 1990 | 1999 | 2006 | 2011 | 2012 |
| ---- | ---- | ---- | ---- | ---- | ---- | ---- | ---- | ---- |
| 662  | 706  | 1280 | 2310 | 2048 | 2380 | 2319 | 2516 | 2543 |

| 2013  | - | - | - | - | - | - | - | - |
| ----- | - | - | - | - | - | - | - | - |
| 2.542 | - | - | - | - | - | - | - | - |

Fonts: Ldh/EHESS/Cassini fins al 1999, després INSEE a partir deL 2004

### Evolució de la població

Evolució de la població

## Història
A mitjan segle xii, el castell de Solsa havia pertangut als Cabestany; n'era senyor Arnau de Cabestany, pare del trobador Guillem de Cabestany, com a feudatari de Gausfred III, comte de Rosselló.
L'any 1230, part del senyoriu de Bompàs, Cabestany i Sant Nazari fou adquirit per l'orde de Sant Joan de Jerusalem, mitjançant una permuta amb els templers del Masdéu, amb la qual cosa entraren a formar part de la comanda de Bajoles.
Posteriorment passà a domini reial, i el 1242 Guillem Aldabert, mercader perpinyanenc, el comprava per vendre'l a l'Orde de l'Hospital el 1268. En aquell moment ja hi posseïa alguns drets Guillem de Canet.
En 1254 les possessions de l'orde al Rosselló incloïen el castrum et ville de Bajoles, Cabestany i Bompàs, i el 1296 també ho fou Sant Nazari. Quan el 1322 el rei Sanç de Mallorca va crear el vescomtat de Canet, com a premi a la fidelitat del seu vassall Guillem de Canet, inclogué Sant Nazari de Solsa dins de la seva jurisdicció, tot i que la senyoria del terme romangué en mans dels hospitalers.
La visita prioral que l'any 1661 va fer el comanador de Bajoles, és especialment interessant per conèixer aquesta vila hospitalera situada vora l'estany que actualment porta el seu nom. En aquell temps era un poblet de deu cases, rectoria inclosa, regit per dos cònsols vassalls del comanador. Curiosament, aquest poble conservava les creus de terme que assenyalaven des de l'edat mitjana un territori protegit per l'Orde. Eren quatre creus de pedra que portaven esculpida la creu de Sant Joan al costat que mirava al poble i l'escut dels Pinós (pinyes), vescomtes de Canet, a l'altre.
És interessant per a la història de la vila la menció de dues illes, fetes manualment, dins de l'estany de Canet i de l'agulla (o abulló) d'Alenyà que anava de Sant Nazari al mas de Don Francisco de Sagarriga. Una de les illes era més gran i tenia a l'interior una barra de ferro (una fita ?) amb els mateixos escuts de les creus de terme; la petita, anomenada illa d'en Pericó, dividia l'estany entre Canet i Sant Nazari. La visita parla també dels ceps que tenien per aplicar la justícia i de dos lladres francesos que l'any 1640 foren castigats a cent assots i a ser marcats amb la creu de Sant Joan per haver furtat dos moltons.
Com als altres llocs de la preceptoria de Bajoles, el comanador va tenir la senyoria sobre Sant Nazari des del segle xiv fins a la fi de l'Antic Règim.
El desaparegut lloc de Sant Miquel de Forques, d'altra banda, esmentat des del 982, pertangué al monestir empordanès de Sant Pere de Rodes. Des del segle xv la seva església era sufragània de Sant Jaume de Canet. El 1369 una part dels drets sobre aquest lloc també foren transferits al vescomtat de Canet.
El municipi es va unir amb Canet de Rosselló el 1971, però se'n va tornar a separar després d'un referèndum el 1983.

## Administració i política

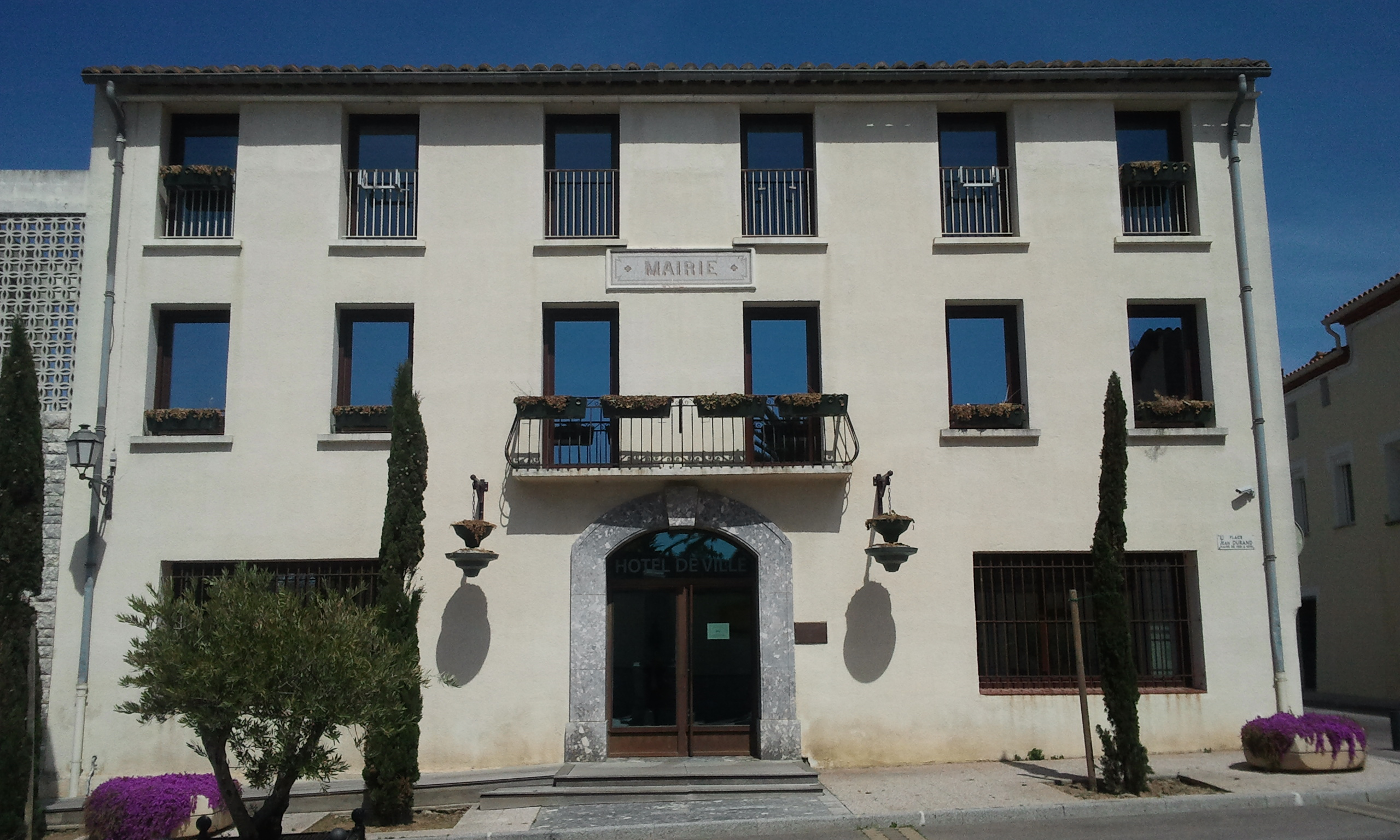
Casa de la Vila de Sant Nazari

### Batlles[14]
| Període                       | Nom                 | Opció política | Comentaris                    |
| ----------------------------- | ------------------- | -------------- | ----------------------------- |
| Març del 1971 – Març del 1983 | Jacques Coupet      | SE             | Batlle de Canet i Sant Nazari |
| Juny del 1983 – Marc del 2001 | Henry Tanyères      | SE             |                               |
| Març del 2001 – Moment actual | Jean-Claude Torrens | LR             | Conseller general (2011-2015) |

### Legislatura 2014 - 2020

#### Batlle
- Jean-Claude Torrens.

#### Adjunts al batlle[15]
- 1a: Marcel Coste. Conseller delegat de Finances, Serveis de proximitat, Vida associativa i Política d'infància i joventut
- 2n: Maguy Gago. Consellera delegada de Cultura i Festes
- 3a: Auguste Bottin. Conseller delegat de Via pública, Obres i Desenvolupament durable
- 4t: Marie-Anne Muller. Consellera delegada de Comunicació, Cerimònies militars i delegat de Defensa
- 5è: Jean-François Fabre. Conseller delegat d'Urbanisme, Allotjament i Territori
- 6è: Marie-Claude Subils. Consellera delegada de Comerç, Artesanat i Turisme

#### Consellers municipals
- Martine Bassaganas. Consellera delegada d'Afers socials
- Jean-Louis Four. Conseller delegat de Seguretat
- Dominique Cayrol. Consellera delegada d'Afers escolars i d'Agermanaments
- Jean-Pierre Leroy. Conseller delegat de Personal
- Laurence Santander
- Rodolphe Laffont. Conseller delegat de Gestió de les sales comunals
- Florence Bellais
- Alain-Jacques Perez-Couffe
- Aurore Berjouan
- Arnaud Ferreol
- Emmanuelle Sanac
- Frédéric Sarda
- Christine Daudies
- Charles Scherle
- Arnel Maury-Laïb. Consellera a l'oposició
- Germain Maury. Conseller a l'oposició.

### Adscripció cantonal

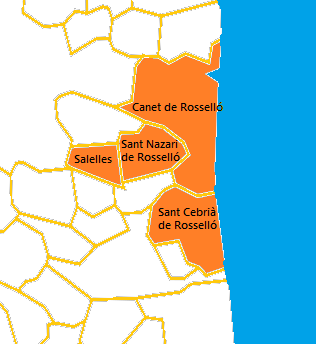
Mapa del Cantó de la Costa Sorrosa

El 1790, aquesta comuna de Sant Nazari fou inclosa en el cantó d'Elna. El 1801 fou unida al cantó de Perpinyà Est, i hi ha romàs a partir de la fusió amb Canet, el 1971. Aquest cantó fou suprimit el 1973, i la nova comuna s'afegí aleshores al cantó de Perpinyà 3. El 1982, Canet de Rosselló i Sant Nazari fou inclosa en el nou cantó de La Costa Radiant (La Côte Radieuse), on restaren Canet de Rosselló i Sant Nazari després de llur separació el 1983. Finalment, Sant Nazari s'integrà al nou cantó de Canet de Rosselló el 1997.
Amb motiu de les eleccions departamentals del 2015, Salelles ha estat inclòs en el nou cantó de La Costa Sorrosa, cantó número 3, format per Canet de Rosselló, Salelles, Sant Cebrià de Rosselló i Sant Nazari de Rosselló. Els consellers departamentals triats en aquesta elecció per aquest cantó han estat Armande Barrère, de l'UMP, adjunta al batlle a Canet, i Thierry del Poso, de l'UMP, batlle de Sant Cebrià.

## Patrimoni

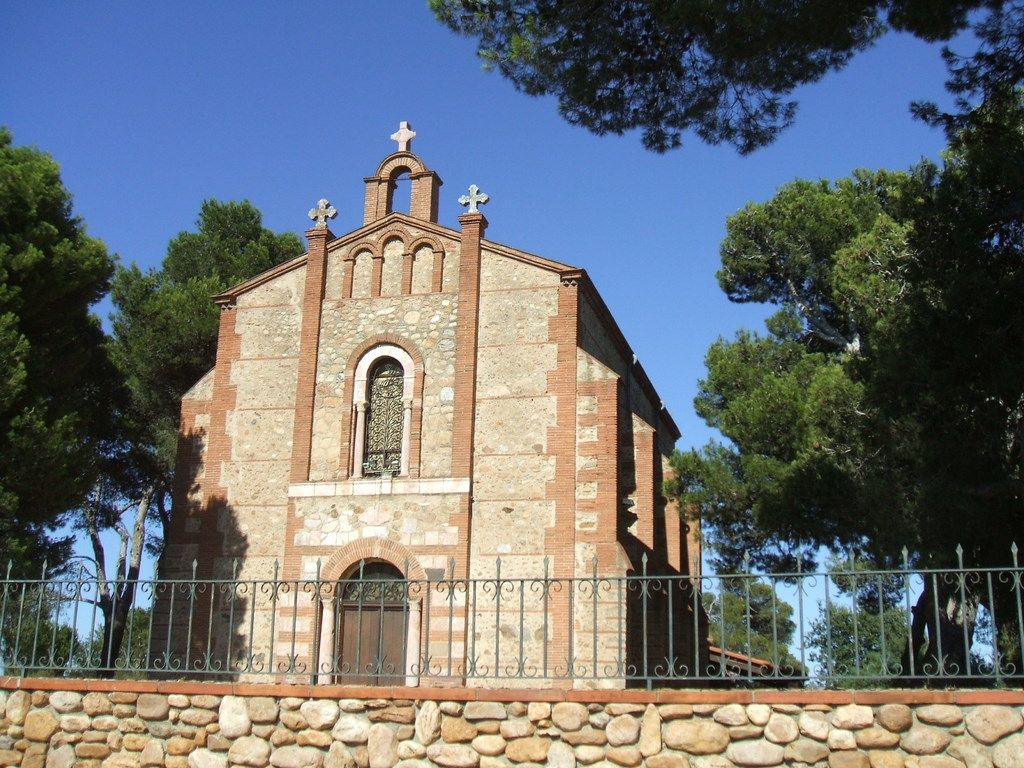
Capella de la Mare de Déu de l'Arca, situada à l'oest del poble

El patrimoni arquitectònic de Sant Nazari està constituït per alguns edificis, la major part dels segles XIX i XX. Hi destaquen la Cava Cooperativa i la Casa de la Vila. Amb més antiguitat, tot i que en part enderrocada, hi ha la Torre, d'origen medieval però caiguda el 1972 (a l'interior de les seves restes es va instal·lar la Font dels Catalans).
Entre els edificis religiosos destaca l'església parroquial de Sant Nazari, de darreries del segle xix i començaments del XX, tot i que està documentada des del 899. És construïda amb alternança de palets de riera i maons, a l'estil de les cooperatives rosselloneses. A ponent del poble, prop de la Ruta de Cabestany i al sud-oest del Mas de l'Arca, hi ha la Capella de la Mare de Déu de l'Arca, santuari amb un absis poligonal, totalment reconstruït al segle xix. Al centre del poble, el Crist: imatge de Jesucrist crucificat a l'antiga entrada del poble des de Cabestany.

## Ensenyament i Cultura

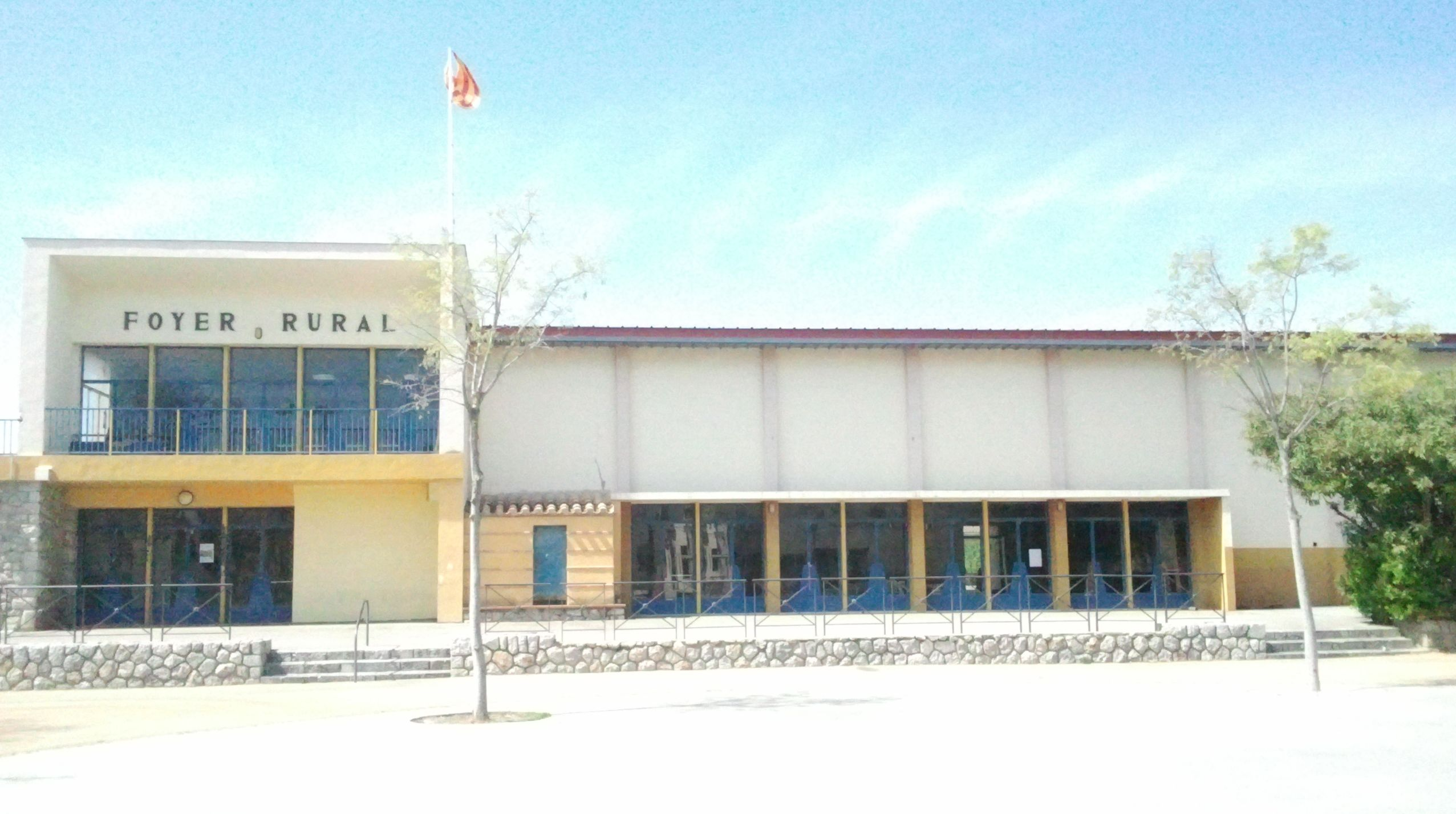
La sala Jean Cortie

Sant Nazari de Rosselló compta amb una llar d'infants i una escola d'ensenyament primari. Els estudiants de secundària assisteixen al col·legi de Cabestany.
El poble compta amb l'espai polivalent de la sala Jean Cortie, que està oberta a tota mena d'activitats culturals, artístiques i associatives del municipi. A part, la capella de l'Arca i els jardins que l'envolten s'utilitzen per a tota mena de manifestacions i activitats, públiques o privades.
Les associacions culturals de Sant Nazari són de dansa, punt de creu i sardanisme, entre d'altres.

## Festes locals
- Festa de l'estany: a començaments de juny, des del 2011.[17]

## Lleure i esports
Sant Nazari té nombrosos espais per al lleure i l'esport. D'una banda, tres parcs amb jocs per a infants (de l'Avinguda de París, del Parc del Bicentenari i del Parc Durand), un espai de lleure, una pista de skate i una altra de bicicleta tot terreny.
Els espais esportius són el Poliesportiu de Llevant, les pistes de tennis del Bicentenari, l'estadi municipal Marc-Henry Tanyères, les pistes de petanca i les pistes de bàsquet.
Pel que fa a associacions esportives, n'hi ha d'atletisme, bàdminton, billar, caça, dansa esportiva, excursionisme, futbol, gimnàstica, ioga, petanca i tennis.